# Elio Bettini
Elio Bettini (Samolaco, 28 giugno 1895 – Corfù, 25 settembre 1943) è stato un militare italiano, veterano della prima guerra mondiale, durante la seconda fu colonnello comandante del 40º Reggimento fanteria della Divisione "Parma". All'atto dell'armistizio dell'8 settembre 1943 oppose strenua resistenza alle forze armate tedesche a Corfù, ed una volta catturato fu fucilato. In sua memoria venne decretata la concessione della medaglia d'oro al valor militare, massima decorazione italiana.

## Biografia
Nacque a Samolaco nel 1895, figlio di Luciano e Virginia Cantani, discendente di un'aristocratica famiglia originaria di Perugia.  Dopo aver compiuto gli studi medi superiori, con l'entrata in guerra dell'Italia, il 24 maggio 1915, divenne Allievo Ufficiale, e successivamente, con il grado di sottotenente di complemento nell'arma di fanteria, partì per la zona di operazioni. Nel corso dell'offensiva austro-ungarica in Trentino, nel maggio-giugno 1916, fu promosso sottotenente in servizio permanente effettivo per meriti di guerra, e in seguito tenente. Nel maggio 1917 fu gravemente ferito tanto da dover essere allontanato dalla zona di guerra. Promosso capitano costituiva la 1735ª Compagnia mitraglieri, di cui assumeva il comando, prendendo parte alla battaglia del Piave dove fu decorato di Medaglia d'argento al valor militare.
Nel 1921 fu assegnato al 70º Reggimento fanteria "Ancona" di stanza ad Arezzo, assumendo il comando della 4ª Compagnia mitraglieri. La sua carriera continuò senza intoppi, tanto che nel 1939 raggiunse il grado di Tenente Colonnello. Nell'agosto del 1939 fu assegnato all'89º Reggimento fanteria "Salerno" schierato sulla frontiera francese. All'entrata in guerra dell'Italia partecipò alla attacco alla Francia, distinguendo tanto da venire decorato con la Croce di guerra al valor militare. Tra la fine del 1940 e il dicembre del 1942 fu comandante del CXV Battaglione autocarrato schierato in difesa della costa ligure. Il 1 gennaio 1943 fu trasferito ad Argirocastro, in Albania, e venne nominato Colonnello comandante del 49º Reggimento fanteria della Divisione "Parma" di presidio a Santi Quaranta. 
Al momento dell'armistizio dell'8 settembre 1943, decise di resistere ai tedeschi tentando di raggiungere l'Italia alla testa di alcuni reparti che si misero sotto il suo comando. Costituito con le forze a sua disposizione un "Gruppo tattico di manovra" si portò a Corfù mettendosi agli ordini del Colonnello Luigi Lusignani della 33ª Divisione fanteria "Acqui", partecipando alla cattura della guarnigione tedesca dell'isola.
Schierati i suoi soldati a difesa della costa sud-occidentale, che si riteneva meno protetta, fu impegnato in combattimento a partire dal giorno 15. Dopo la resa delle truppe italiane a Cefalonia, i tedeschi, forti della loro superiorità aerea, concentrarono le loro forze contro Corfù, tanto che la guarnigione italiana dovette arrendersi alle ore 15 del 25 settembre. Malgrado la promessa di ricevere lo stesso trattamento dei prigionieri di guerra, e nonostante gli onori militari resi al I Battaglione del 49º Reggimento fanteria "Parma", le truppe italiane furono oggetto di fucilazioni in massa. Prima di arrendersi, alla mattina del 26 settembre fece seppellire la Bandiera del reggimento, perché non cadesse in mano nemica. Fu passato per le armi a Corfù il 30 settembre 1943, e il suo corpo non fu mai ritrovato. In sua memoria fu decretata la concessione della medaglia d'oro al valor militare, e nel 1964 il comune di Arezzo ha intitolato ad Elio Bettini una scuola.

### Periodici
- Cronache dalle Federazioni, in Il Nastro Azzurro, n. 2, Roma, Istituto del Nastro Azzurro, marzo-aprile 2011,  p. 38.